# Gangsta Bitch Music, Vol. 1
Gangsta Bitch Music, Vol. 1 è il primo mixtape della rapper statunitense Cardi B, pubblicato il 7 marzo 2016 dalla KSR.
Cardi B è stata citata in giudizio da un modello per aver usato la sua immagine sulla copertina del mixtape senza il suo permesso.

## Tracce
1. Intro (Skit) (feat. The Breakfast Club) – 0:56
2. Trust Issues – 2:24
3. On Fleek – 2:46
4. Washpoppin – 3:20
5. Her Perspective (Skit) – 1:30
6. Selfish (feat. Josh X) – 3:12
7. I Gotta Hurt You – 4:11
8. Foreva – 3:22
9. Trick (Skit) (feat. Haitian V) – 2:07
10. Trick – 2:52
11. Lit Thot – 3:01
12. Sauce Boyz – 2:53
13. Outro (feat. Lisa Evers) (Skit) – 0:36

Durata totale: 33:10

## Classifiche
| Classifica (2017)                | Posizione massima |
| -------------------------------- | ----------------- |
| Stati Uniti (R&B/Hip-Hop)        | 30                |
| Stati Uniti (Rap)                | 20                |
| Stati Uniti (Independent Albums) | 27                |